# Vaccinium lamellatum
Vaccinium lamellatum är en ljungväxtart som beskrevs av P.F. Stevens. Vaccinium lamellatum ingår i Blåbärssläktet, och familjen ljungväxter. Inga underarter finns listade i Catalogue of Life.